# 学校法人日ノ本学園
学校法人日ノ本学園（ひのもとがくえん）とは、兵庫県姫路市に本拠を置く学校法人である。理事長は中川守。

## 校訓
「心の飾りを」（ペトロの手紙一3:3-4）

## 設置校
- 姫路日ノ本短期大学
- 日ノ本学園高等学校（中学校は休校中）
- 姫路日ノ本短期大学付属幼稚園

## 略歴
1892年、バプテスト婦人海外伝道協会から派遣された宣教師E・R・チャーチ（1861-1918）が姫路に着任し、少女のための私塾を始め、同年、下寺町裏47番屋敷に校舎を建築した。1893年2月11日に開校式を行い「日ノ本女学校」と名づけ、チャーチが初代校長となった。